# Julius Bittner
Pour les articles homonymes, voir Bittner.
Julius Bittner, né à Vienne le 9 avril 1874 et y décédé le 9 janvier 1939, est un compositeur autrichien.

## Biographie
Le fils d'un juge, Julius Bittner effectue d'abord des études de droit. Jusqu'en 1920, il est juge à Wolkersdorf im Weinviertel, en Basse-Autriche. Au début des années 1920, il est fonctionnaire au ministère autrichien de la Justice.
Julius Bittner devient l'un des compositeurs d'opéra autrichiens les plus connus et les plus joués de la première moitié du XXe siècle. Beaucoup de ses opéras traitent de thèmes alpins autrichiens. Il écrit généralement ses propres livrets. Après la Seconde Guerre mondiale, il est considéré comme un représentant typique de la fin de l'opéra romantique, dans la tradition de Richard Wagner. Depuis, il est peu à peu oublié. Les critiques lui ont donné le surnom de Anzengruber de l'opéra. En importance, il est comparable à son contemporain mieux connu Wilhelm Kienzl.
Bittner épouse l'alto Emilie Werner. En tant que membre éminent de la magistrature de Vienne et ami proche de Gustav Mahler, il évalue la succession de celui-ci après sa mort. Plus tard, il remporte le Prix Mahler (1915). Il compose un certain nombre d'opéras, deux symphonies et de nombreuses chansons interprétés par Mahler et Bruno Walter. Il est aussi un ami proche de Erich Wolfgang Korngold et Franz Schmidt. Il est rédacteur en chef de la revue de musique autrichienne Der Merker. Il est si influent qu'il est en mesure de libérer Arnold Schoenberg du service militaire actif pendant la Première Guerre mondiale.
Il a reçoit de nombreux prix et honneurs et devient membre de l'Académie des arts de Berlin en 1925. En 1964, ses archives contenant la quasi-totalité de ses œuvres sont déposés à la Bibliothèque municipale de Vienne.
Bittner repose dans une tombe d'honneur du cimetière central de Vienne.

## Œuvres principales
- Hermann (1898)
- Alarich (1899)
- Die rote Gred (Vienne 1907 par Bruno Walter)
- Der Musikant (Vienne 1909 par Bruno Walter)
- Der Bergsee (Vienne 1911)
- Das höllisch Gold (Darmstadt 1916)
- Der liebe Augustin, Singspiel (Vienne 1917)
- Die Kohlhaymerin (Vienne 1921)
- Das Rosengärtlein (Mannheim 1923)
- Mondnacht
- Das Veilchen (Vienne 1934)
- Der Maestro (1931)
- Der blaue Diamant (1937)
- Das Rosenkranzfest (1937/38, inachevé)

Julius Bittner compose également deux symphonies, deux poèmes symphoniques et une œuvre pour deux pianos et orchestre intitulée Österreichische Tanze (Danses autrichiennes). Il écrit de la musique de scène pour des pièces de Shakespeare, pour des pièces populaires de Johann Nestroy et Ferdinand Raimund, de la musique de chambre (dont deux quatuors à cordes et une sonate pour violoncelle encore inédite, beaucoup de chansons, une grand messe et un Te Deum qui sera une pierre angulaire de la tradition chorale jusqu'à la Seconde Guerre mondiale. Il compose également de nombreuses opérettes et trois ballets. Il collabore avec son ami Erich Wolfgang Korngold dans la création du plus réussi des pastiches de Johann Strauss : Walzer aus Wien (Valses de Vienne), créé à Vienne le 30 octobre 1930.

## Récompenses
- 1915 : Prix Gustav Mahler
- 1918 : Prix Raimund
- 1925 : Kunstpreis der Stadt Wien
- 1937 : Staatspreise der Republik Österreich

## Galerie photographique

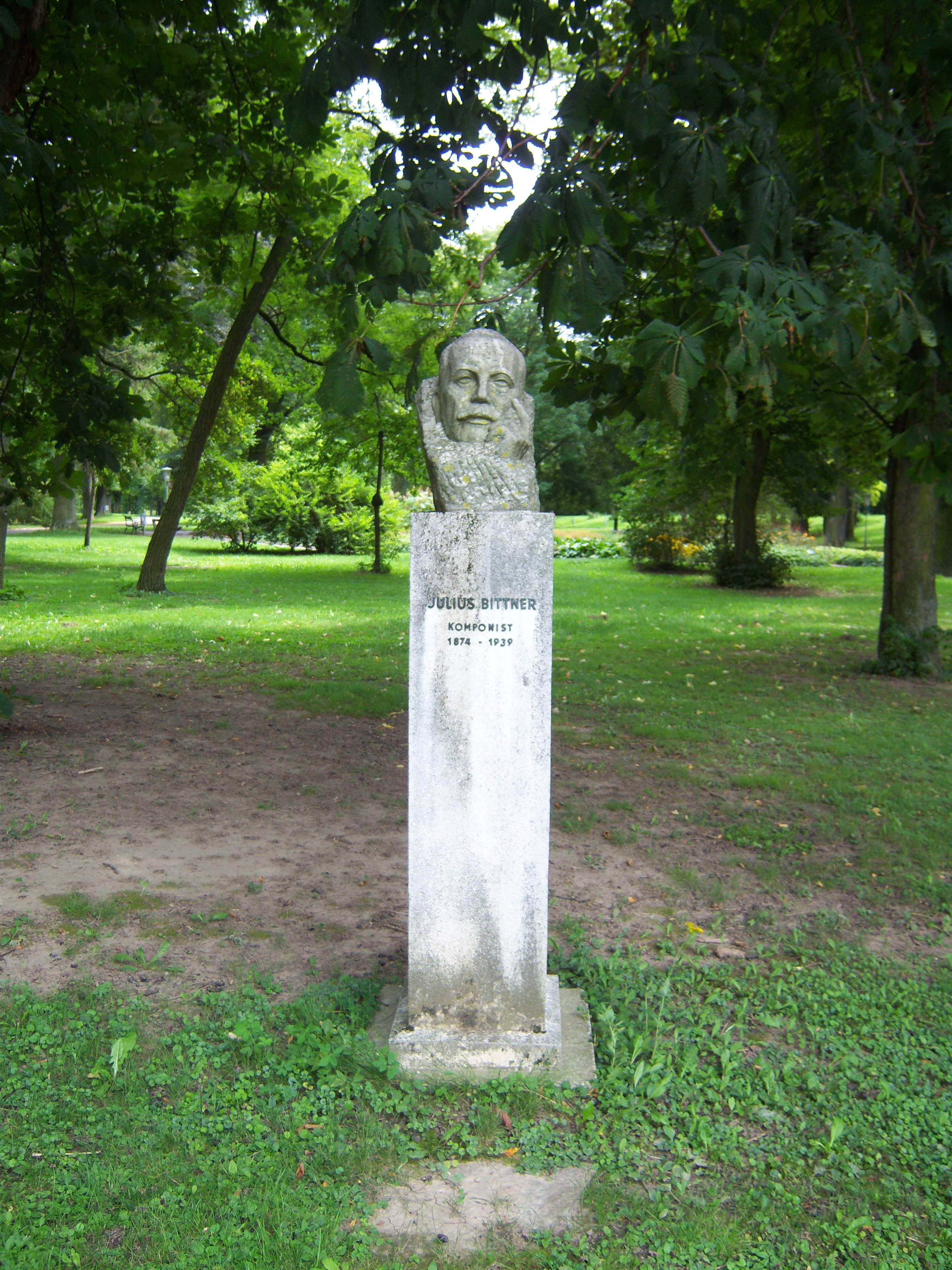
Monument à Julius Bittner à Wolkersdorf im Weinviertel
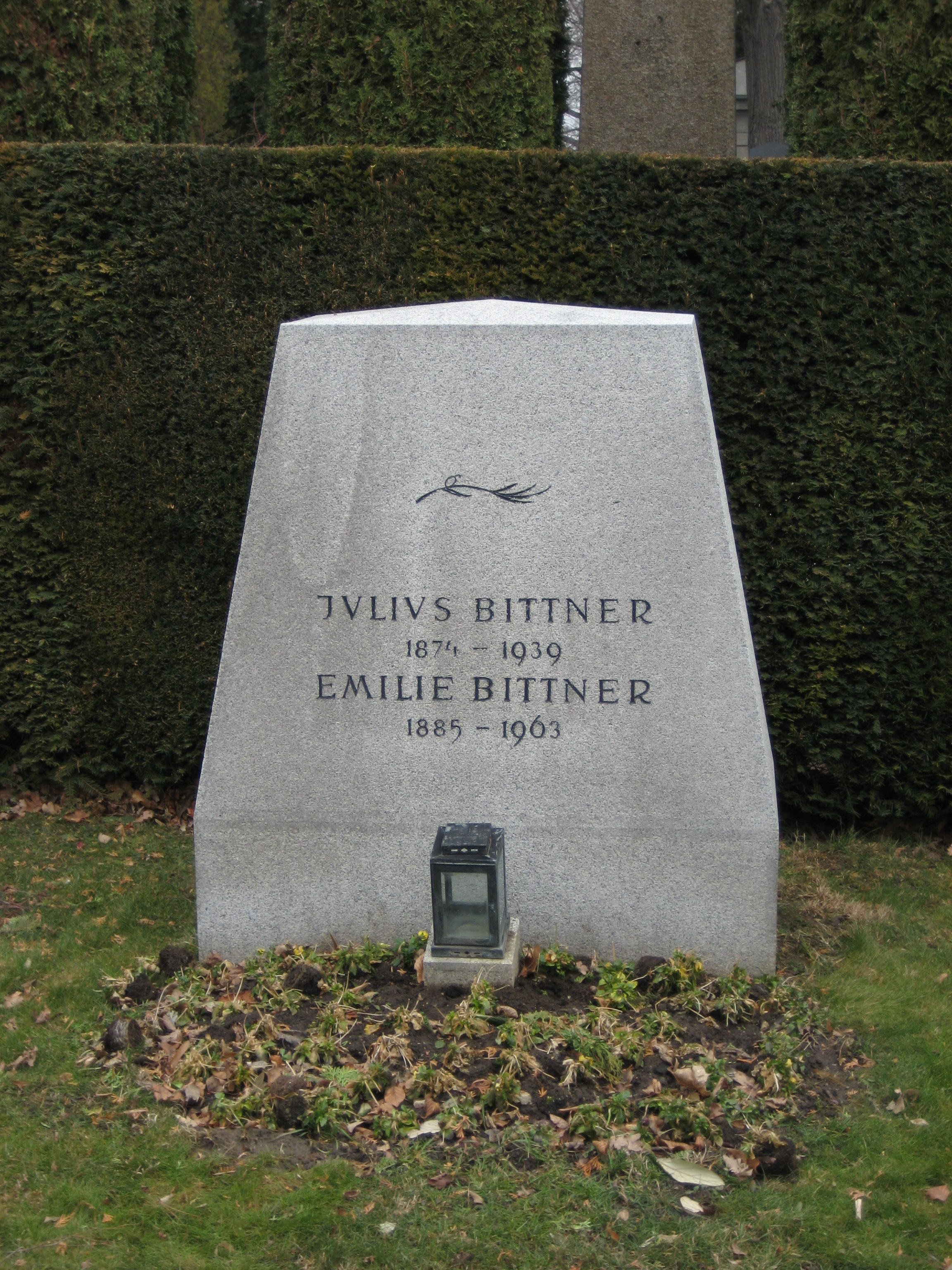
La tombe de Julius Bittner